# Friedrich Saturgus
Friedrich Saturgus (* 21. Februar 1697 in Königsberg (Preußen); † 25. Mai 1754 ebenda) war ein deutscher Kaufmann in Königsberg. Er schuf den Saturgus’schen Garten. Das Haus wurde 150 Jahre später zum Zschockschen Stift ausgebaut.

## Erbe
Friedrichs Vater Adolf I. Saturgus († 1700) war 1681 als (katholischer) Weinhändler von Düsseldorf nach Kneiphof gekommen. Im selben Jahr heiratete er Anna Elisabeth Kayser (1664–1746). Die reiche Tochter eines Steinhauers kaufte im Januar 1722 das Grundstück auf der Lastadie am Neuen Graben, das ihr Sohn später zum Saturgus’schen Garten machte. Bis 1741 trug sie einen gewaltigen Grundbesitz zusammen. Sie begründete das Altstädtische Witwen- und Waisenstift gegenüber der Neuroßgärter Kirche.
Sie schenkte ihrem Mann 9 Kinder, von denen 5 bekannt sind: Anna Barbara (1682–1717), Maria (1683–1716), Adolf II. (1685–1739), Anna Dorothea († vor 1746) und Friedrich. Ihren Mann überlebte sie um 46 Jahre. Als sie starb, vermachte sie ihren großen Besitz zu fünf gleichen Teilen ihren Enkeln und ihrem jüngsten Kind Friedrich, der sie als einziger überlebt hatte. Friedrich erbte das Stammhaus mit der Stadtwohnung in der Kneiphöfschen Langgasse, den Großen Garten mit den beiden Wohnhäusern am Neuen Graben und ein Kapital von 10.000 Gulden.
Im Königsberger Jahrhundert waren die Saturgus die reichsten Getreidehändler Ostpreußens. Ihnen gehörte der erste in Königsberg gebaute Dreimaster. Zu Friedrich Wilhelm I. und seinem Nachfolger Friedrich II. unterhielten Friedrich und sein älterer Bruder Adolf II. beste Beziehungen. 69 Kabinettsschreiben von drei Preußischen Königen sind erhalten.

### Mäzen
Als Liebhaber von Dichtung und Musik ließ Friedrich Saturgus 1728 eine Sammlung deutscher Passionslieder von Barthold Heinrich Brockes aus Hamburg kommen, die im katholischen Gottesdienst eingeführt wurden. Er unterstützte den jungen Johann Friedrich Reichardt. Er förderte das Theater und ermöglichte Konrad Ernst Ackermann den Bau des Stadttheaters Königsberg auf dem Kreytzenplatz. Seine Gemäldesammlung kam (wohl bei der Versteigerung) in den Besitz des Stadtpräsidenten Theodor Gottlieb von Hippel.

### Saturgus’scher Garten
1734 kauften die Brüder Friedrich und Adolf II. Saturgus das neue Stammhaus in der Kneiphöfischen Langgasse. Friedrich (seit 1748 Kommerzienrat) kaufte 1744 einen Speicher in der Tränkgasse, 1747 einen an sein Erbe grenzenden Garten, 1749 eine Reiferbahn mit einem Speicher auf der Laak, 1750 einen Eckspeicher am Altstädtischen Bohlwerk und 1752 achtzehn Wohnungen am Neuen Graben – aus einem Grund: Er wollte seiner Stadt ein „Rokoko-Geschenk“ machen, den bald berühmten Saturgus’schen Garten. Mit zwei Orangerien, der Sonnenuhr, dem Irrgarten, der Feldsteinpyramide, dem Aussichtsturm, der Muschelgrotte und den Wasserkünsten galt der Garten als „kleines Veitshöchheim“. Die größte Leistung war dabei die besitzrechtliche und technische Planung der fast 1 km langen Wasserleitung. Um den ganzen Besitz führte ein im Januar 1753 vom Magistrat verschriebener Gang, den Friedrich Saturgus pflastern und mit Linden bepflanzen ließ. Im Sommer 1753 war der Bau des Gartens abgeschlossen. Der Königsberger „Wasserpoet“ Johann Friedrich Lauson hielt das Ganze in (schlechter) Lyrik fest.

### Naturalienkabinett
Das Naturalienkabinett mit der Sammlung von Andreas Hedio war wohl eine Schöpfung der Brüder Friedrich Franz und Adolf III. Bartholomäus. Für Georg Christoph Pisanski übertraf es alle „ehemaligen und jetzigen in Preußen an Vollständigkeit und Kostbarkeit“. Auch Johann III Bernoulli und Friedrich Samuel Bock rühmten die botanischen, ornithologischen, mineralogischen und entomologischen Sammlungen und die Bücher, Kupferstiche und Zeichnungen. Kein Geringerer als Immanuel Kant wurde 1766 Vorsteher des Naturalienkabinetts.

### Erblasser
Friedrich Saturgus blieb unverheiratet und kinderlos. Den Besitz erbten seine beiden Neffen; Franz Friedrich wurde mit 26 Jahren ebenfalls Kommerzienrat, Adolf III. Kirchenvorsteher der katholischen Propsteikirche. Als Getreidehändler waren sie in den Schlesischen Kriegen und im Siebenjährigen Krieg zu großem Reichtum gekommen. Das Vermögen der Firma belief sich auf 902.460 Gulden.
Die Brüder beschenkten die Wallfahrtskirche Heiligelinde und ermöglichten mit 95.000 Gulden den Wiederaufbau der abgebrannten Propsteikirche. Der Altstädtischen Kirche stifteten sie viel Geld für die neue Orgel von Adam Gottlob Casparini.
Nach immensen Verlusten in Polen ging das Unternehmen 1783 in die Insolvenz. Der Besitz wurde versteigert und verkauft. Durch den Konkurs ihres Obervorstehers verlor die katholische Kirche ihr gesamtes Vermögen von 31.026 Gulden; den Saturgus machte sie aber keine Vorwürfe: „Non tam sui quam alterius causa“. Vom Etatministerium wurde sie mit 464 Talern, 14 Groschen und 15 Pfennigen entschädigt.
Um 1800 gründete Friedrich Franz ein neues bescheidenes Geschäft. Er starb 1810, sieben Jahre nach Adolf III. Bartholomäus. Mit ihnen erlosch der Mannesstamm der Saturgus. Zu den Nachfahren von Anna Barbara Saturgus zählt Agnes Miegel. Der Königsberger Buchhändler Fritz Grunwald und Ernst Hardt führen sich auf Barbara Louise Saturgus zurück.
Erst 1933 und an so entlegenem wie bezugslosem Ort benannte die Stadt Königsberg die Woedestraße in Saturgusstraße um.